# Hector d'Espouy
Marie Désiré Hector Jean-Baptiste d'Espouy est un architecte et peintre français, né le 8 mai 1854 à Salles-Adour (Hautes-Pyrénées) et décédé en janvier 1929 à Cazères (Haute-Garonne). Prix de Rome en architecture en 1884, il s'est spécialisé dans la peinture ornementale, qu'il enseignait à l'École nationale supérieure des beaux-arts.

## Biographie
Hector d'Espouy est le fils d'un juge de paix installé à Cazères. Déterminé à devenir peintre dès son plus jeune âge, il est contraint par son père à s'engager vers une carrière d'architecte. Après des études secondaires dans les écoles jésuites de Montauban et de Toulouse, il entre à l'école des beaux-arts de Toulouse, puis à celle de Paris en 1876. 
Il fréquente alors l'atelier d'Honoré Daumet. En 1884, il est lauréat du premier grand prix de Rome pour un projet d'établissement thermal. Il réside à la Villa Médicis de 1885 à 1888. Il voyage lors de ce séjour en Égypte, Asie mineure et en Grèce. Son dessin de la basilique de Constantin à Rome lui vaut la médaille du salon de 1890.
En raison de son attirance pour la peinture, il obtient plusieurs commandes de décoration pour des lieux publics : musées, théâtres. Il est nommé professeur de peinture ornementale à l'École nationale supérieure des beaux-arts en 1895. Il a notamment comme élève son neveu Raymond d'Espouy, futur peintre, cartographe et pyrénéiste. Il publie en 1905 Fragments d’architecture antique, puis en 1925, Fragments d’Architecture du Moyen Âge et de la Renaissance. Il séjourne en parallèle fréquemment dans sa ville d'origine, Cazères.

## Principales réalisations

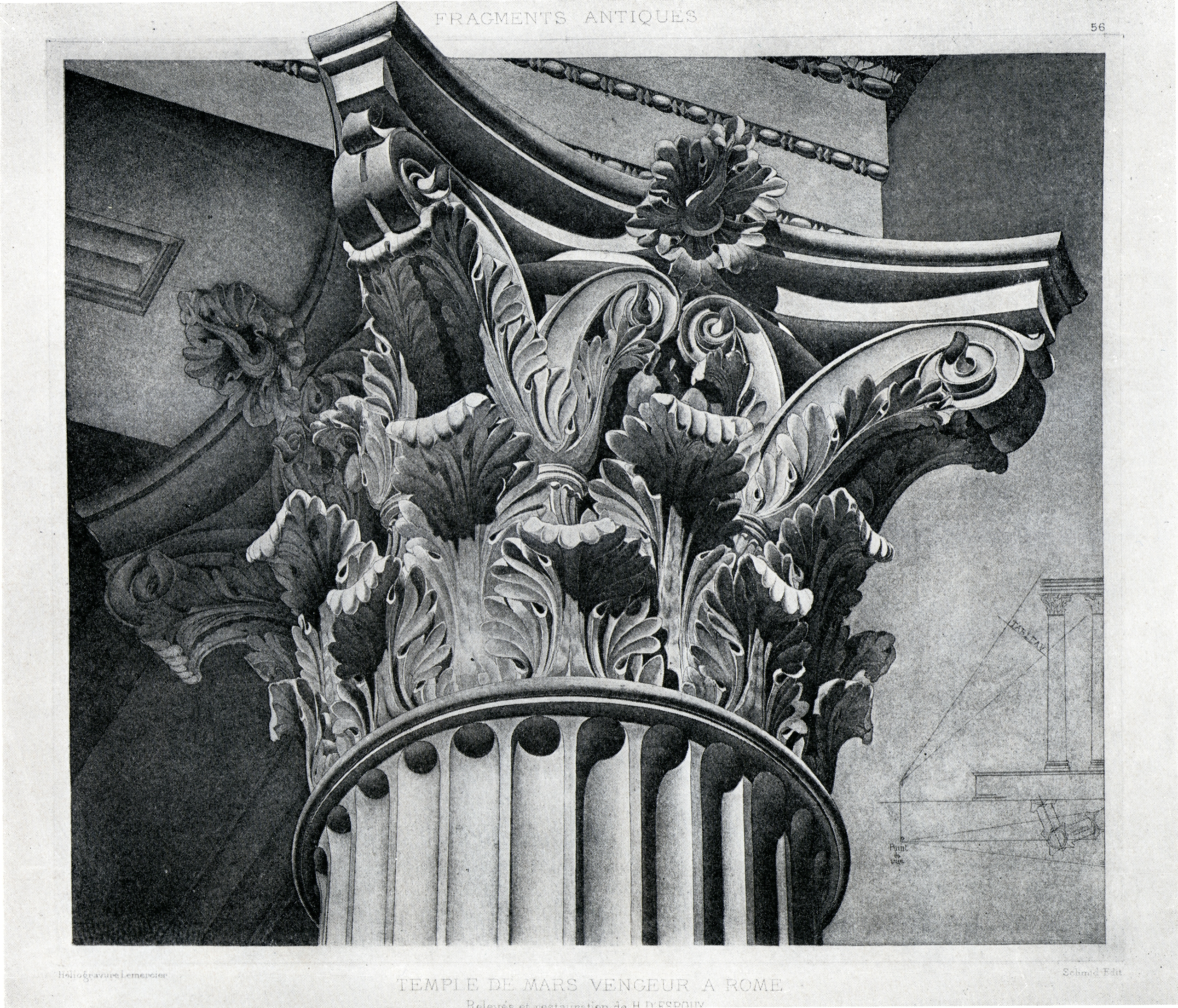
Chapiteau corinthien du Temple de Mars Ultor de Rome, gravé par Hector d'Espouy dans son livre Fragments D’Architecture Antique.

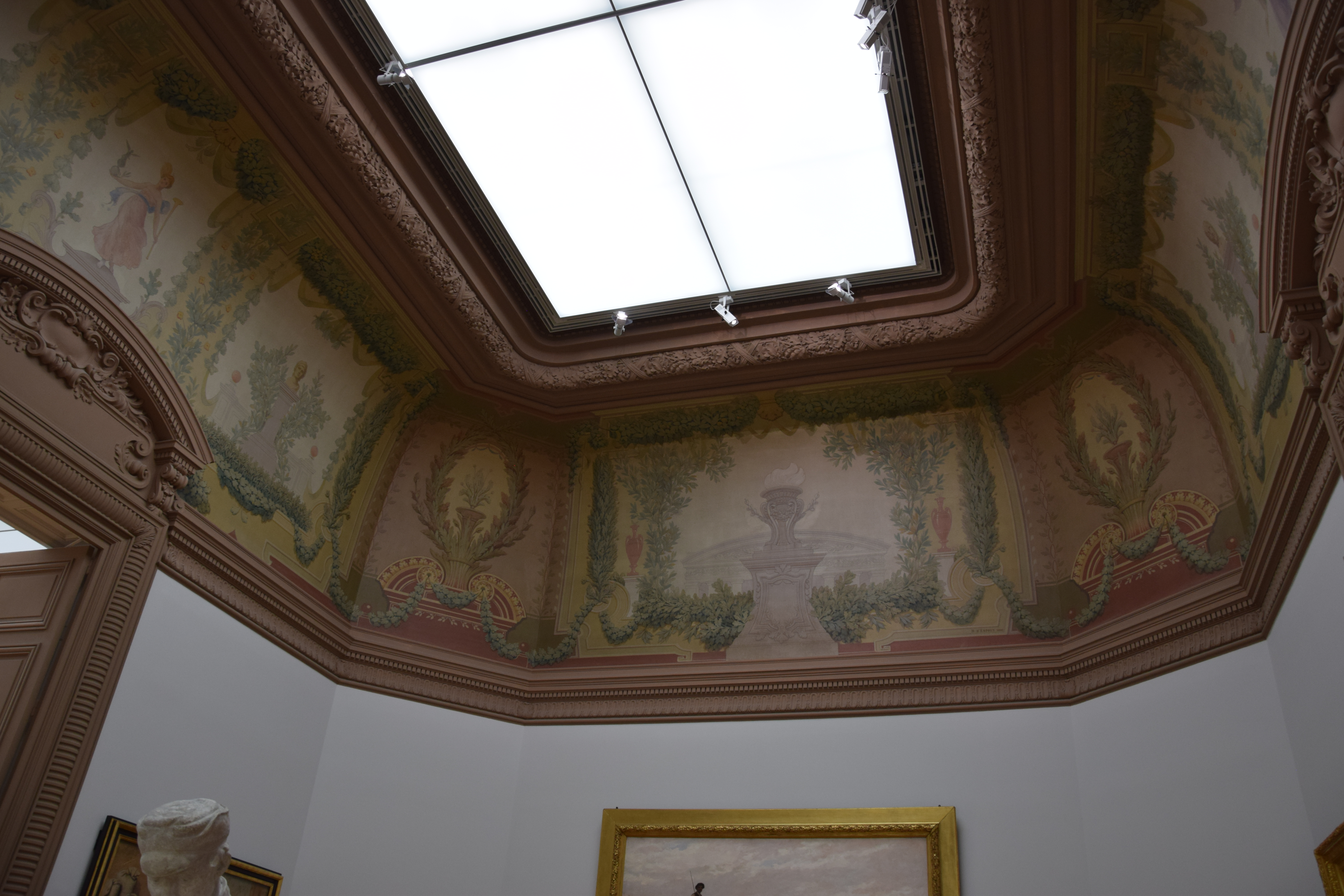
Musée des beaux-arts de Nantes.

- 1884 : halles du marché de Cazères ;
- 1891 : fresque du plafond de l'entrée du Panthéon de Paris[1] ;
- 1897 : décorations intérieures du Musée royal de l'Afrique centrale à Tervuren (Belgique) ;
- 1900 : décoration de la salle de sculpture du musée des beaux-arts de Nantes ;
- 1903 : peintures murales de la maison de James Burden, au 7 de la East-91st street à New York ;
- 1923 : monument aux morts de Cazères